# Los Leones (station)
Los Leones är en tunnelbanestation i tunnelbanesystemet Metro de Santiago i Santiago, Chile. Stationen är en av två ändstationer på linje 6 (den andra är Cerrillos). Nästföljande station på linje 1 i riktning mot Los Dominicos är Tobalaba och i riktning mot San Pablo är Pedro de Valdivia. På linje 6 är nästföljande station Inés de Suaréz.